# Lissimas fenestratus
Lissimas fenestratus är en tvåvingeart som beskrevs av Günther Enderlein 1922. Lissimas fenestratus ingår i släktet Lissimas och familjen bromsar. Inga underarter finns listade i Catalogue of Life.